# 杵屋勝三郎

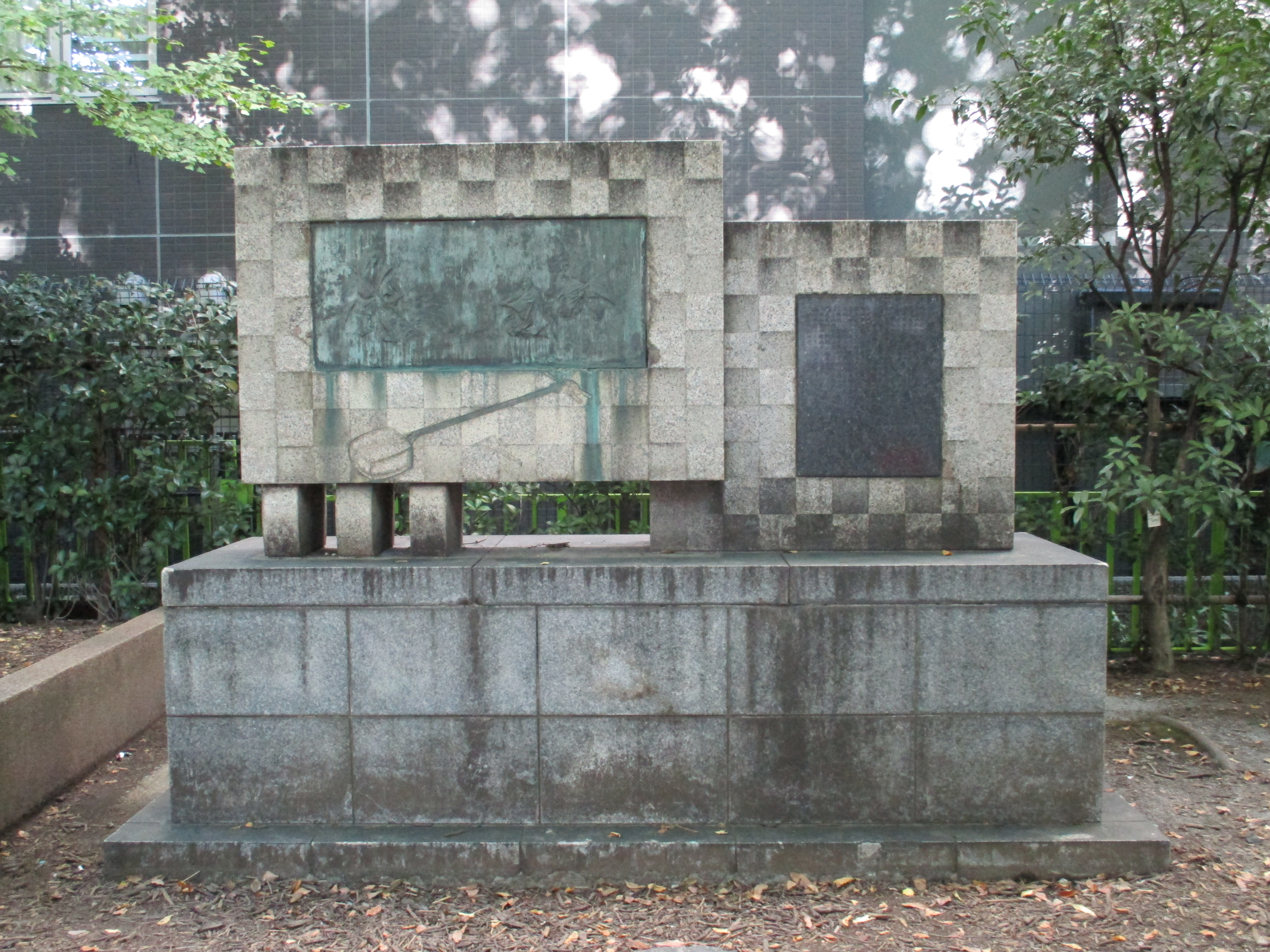
十思公園（東京都中央区日本橋小伝馬町）にある、杵屋勝三郎代々の碑。2020年10月撮影。

杵屋 勝三郎（きねや かつさぶろう）は、長唄三味線方・杵勝会家元の名跡。

## 初代
（生年不詳 - 1858年10月19日）
初代杵屋勝五郎の門弟。1840年に勝作と改名。
芝居音楽の「ネトリ」は初代の作曲と伝えられている。

## 2代目
（1820年 - 1896年2月5日）本名は金太郎。
初代の実の子。初名を杵屋小三郎。天保11年1840年に2代目襲名。日本橋馬喰町に住んでいてそこに馬場があったことと三味線と作曲の腕がまるで鬼神のようだったことから「馬場の鬼勝」と渾名（あだな）された。顔にあばたもあった。11代目杵屋六左衛門、3代目杵屋正次郎とともに作曲の三傑と言われた。俳号を東成。大薩摩初音太夫。
明治2年（1869）市村座を杵屋正次郎にまかせ、日吉吉左衛門の今様能・吾妻狂言（日吉能ともいう）に協力した。「安達原」「船弁慶」等の傑作はこの時作られた。伝承されている作品→四季の里、軒端の松、角兵衛獅子、おかる、駕籠かき、男舞、五色の糸、節小袖、棹の雫、内裏雛、都鳥、寛活鞘当、えにしの橋、うす氷、風流船揃、鞍馬山、蹴鞠、廓丹前、忍車、菖蒲浴衣、喜三の庭、千代の寿、連獅子、草刈、たぬき、時雨西行、春の調、今様四季寿、仇名草、さざれ石、うつぼ猿、安達原、浮世一休、両国八景、安宅丸、虎狩、神前の猿、船弁慶、箱根の冨士笠。等。船弁慶・安達ヶ原・虎狩は「杵勝三傳」として継承されている。
森鷗外「渋江抽斎」に二代目の事が書かれている。明治29年2月5日歿。76歳。戒名は花菱院照誉東成居士。浅草（東光山松平良雲院）西福寺内真行院に葬られた。

## 3代目
（1866年 - 1903年9月15日）
2代目の実子。杵屋金次郎から杵屋小三郎を経て1892年頃に3代目襲名。幕末から明治にかけての名人。東京座の囃頭として活躍。妻は4代目勝三郎。
明治38年9月15日死去。38歳。作品は、翠簾の月、皇国光、＜連獅子＞間狂言「宗論」が伝承。（「三津の友」は二代目勝三郎最後の作といわれていたが、勝三郎作曲、勝作閲、の正本があるので、三代目の作と思える。）

## 4代目
（1868年8月28日 - 1929年8月25日）本名はみつ。
東京深川区出身、幼少から市川成師に日本舞踊の稽古を習い、21歳で2代目勝三郎に入門。程なくして3代目勝三郎と結婚。1903年に夫が死去し1904年に4代目勝三郎を襲名した。1926年に長唄協会相談役。人格者で明治末から昭和初期にかけて活躍。長女が6代目勝三郎、次女が5代目勝三郎。

## 5代目
（1891年 - 1929年9月25日）本名は坂口照子。
幼少から両親に指導を受け杵屋照子の名で活躍。父没後母の名取とし門弟を多く育てた、母没後の1929年に5代目襲名するも1ヵ月後に不慮の死を遂げる。

## 6代目
（1888年9月22日 - 1964年9月22日）本名は市村いそ。
3代目勝三郎の長女で、歌舞伎俳優の3代目市村亀蔵の妻。1929年に母、妹が死去した為ほとんど修行しないまま1931年に6代目襲名。実の子が7代目勝三郎。

## 7代目
（1927年9月24日 - 2010年6月27日）本名は坂口守男。
東京の出身、父が歌舞伎俳優の3代目市村亀蔵、母が6代目勝三郎。1933年6月に入門、1935年に長唄杵勝会で初舞台。1940年4月に12歳で7代目勝三郎襲名。長唄の活動の傍ら1950年に慶應義塾大学経済学部卒業。1950年代、5代目中村富十郎らと歌舞伎の欧米公演アヅマカブキにて欧米十数カ国・四十数都市を巡業。杵勝会を一般財団法人にし、理事長を務めた。名曲の聴きどころをメドレー形式にまとめた「抄曲集」を考案し、舞台機構を活用した「見ても楽しい長唄」を試みた。2010年逝去。葬儀は青山葬儀所で行われ、歌舞伎俳優の中村富十郎らが弔辞を述べた。実子が8代目杵屋勝三郎。

## 8代目
当代。（1967年6月13日 - ）本名は坂口清治郎。
東京出身、父は7代目勝三郎。3歳より松永鉄五郎、杵屋勝国らに師事。15歳で杵屋清治郎として初舞台。平成20年 財団法人杵勝会理事に就任。翌平成21年 役員会の推薦により杵勝会八代目家元 杵屋勝三郎を襲名。翌平成22年 国立劇場大劇場に於いて襲名公演を開催。長女が4代目杵屋小三郎（1998-）。